# Drepanepteryx resinata
Drepanepteryx resinata är en insektsart som först beskrevs av Krüger 1922.  Drepanepteryx resinata ingår i släktet Drepanepteryx och familjen florsländor. Inga underarter finns listade i Catalogue of Life.